# Новый Сарбай
Новый Сарбай — село в Кинельском районе Самарской области, административный центр сельского поселения Новый Сарбай.

## География
Находится у реки Сарбай на расстоянии примерно 29 километров по прямой на востоко-северо-восток от районного центра города Кинель.
основано в 1834 году помещиком Николаем Сарбаевым И Борисом Колодяжным. Название связано Сарбай в верхнем течении реки Сарбай.

## Население
Постоянное население составляло 1003 человека (русские 87 %) в 2002 году, 1131 в 2010 году.